# Patrice Laffont
Patrice Laffont (ur. 21 sierpnia 1939 w Marsylii, zm. 7 sierpnia 2024 w Oppède) – francuski aktor i prezenter telewizyjny. W latach 1990–1999 prowadził francuską edycję teleturnieju Fort Boyard.